# Bloodvein River
Bloodvein River – rzeka w Kanadzie w prowincjach Manitoba i Ontario. Wypływa z jeziora Red Lake, uchodzi do Winnipeg. Jej długość wynosi 300 km.
Jedyną miejscowością nad rzeką jest Bloodvein First Nation, w pobliżu ujścia do Winnipeg. Znajduje się w niej lotnisko Bloodvein River Airport.
W większości swojego biegu rzeka przepływa przez obszar dwóch parków prowincjalnych: Woodland Caribou Provincial Park w Ontario i Atikaki Provincial Wilderness Park w Manitobie.